# Sigríður Zoëga

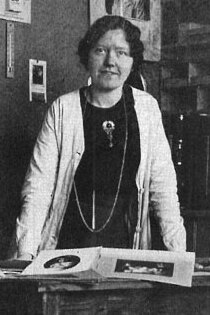
Sigríður Zoëga, Selbstporträt (2015)

Sigríður Zoëga (* 14. April 1889 in Reykjavik; † 24. September 1968) war eine der führenden isländischen Fotografinnen des frühen 20. Jahrhunderts. Sie wuchs als Tochter von Bryndís Sigurdarðóttir und Geir T. Zoëga auf, dem späteren Rektor des „College of Reykjavik“.

## Einstieg in die Fotografie
Zoëgas Karriere innerhalb der Fotografie begann mit ihrer Anstellung im Fotostudio Pétur Brynjólfssons 1907–1910. Obgleich ihre Tätigkeiten hier hauptsächlich auf das Nachbearbeiten von Fotografien fokussiert waren, bildeten jene Erfahrungen die Grundlage für Zoëgas Wunsch nach einer Karriere als Fotografin.

### Ausbildung und Karriere in Europa
Um ihrem Wunsch nachzukommen, verließ sie Reykjavik im September 1910, um in Kopenhagen eine Anstellung in einem Fotostudio zu finden. Durch Anfragen an verschiedene Fotostudios gelangte sie letztlich an eine Anstellung im Fotostudio Nora Lindströms. Auch hier beinhalteten ihre Tätigkeiten nicht das Fotografieren selbst, sondern die Vor- und Nachbearbeitung von Fotos sowie das Erstellen von Pigmentdrucken. 1911 besuchte Zoëga zusätzlich einen Fotokurs am Teknologisk Institut in Kopenhagen.
Auf der Suche nach größeren Herausforderungen entschied sie sich schließlich in Deutschland nach einer Anstellung zu suchen. Hier fand sie mit Hilfe ihrer Schwester, Guorun Zoëga, ein Angebot des Fotografen Otto Kelchs, mit welchem sie zwei Monate lang arbeitete. Aufgrund ihrer schlechten Deutschkenntnisse sowie ihrer fehlenden Erfahrung innerhalb des Fotografierens stellte sie mit Kelchs Hilfe eine neue Anzeige auf. Kurz darauf erhielt Zoëga ein Angebot des Fotografen August Sander. Im Juni 1911, im Alter von 21 Jahren, begann sie die Arbeit mit Sander und dessen Familie in Köln. Da Sander seine Fotos auf Reisen schoss und das Material zur Bearbeitung nach Hause brachte, war es Zoëga möglich, während seiner Abwesenheit unabhängig zu arbeiten. Sie wandte dabei nicht nur ihre Kenntnisse der Vor- und Nachbearbeitung von Fotos an, sondern hatte nun auch Gelegenheit, eigene Aufnahmen zu machen.
Nach drei Jahren der Arbeit mit Sander entschloss sich Zoëga im April 1914 schließlich, nach Reykjavik zurückzukehren, um dort ihr eigenes Fotostudio zu gründen.

## Zurück in Reykjavik
Nachdem sie gemeinsam mit ihrem Bruder Halt in Kopenhagen gemacht hatte, begann sie ihre Heimreise am 28. April 1914. In Reykjavik angekommen, eröffnete sie am 25. Juni 1914 ihr eigenes Fotostudio. Bei einem Feuer im Jahr 1915 verlor sie dies jedoch, mitsamt ihrem fotografischen Material sowie ihrer Ausrüstung.
Einen Monat später kaufte Zoëga, gemeinsam mit ihrem Freund und Kollegen Steinunn Throsteinsson, Pétur Brynjólfssons Fotostudio auf und gründete die Firma „Sigr. Zoëga & CO.“ Obgleich Zoëga den Gewinn des Studios bis 1920 immens steigerte, wuchs die Konkurrenz der Fotografen in Reykjavik stetig. Vor diesem Hintergrund erweiterte sie ihre Tätigkeiten auf das Drucken von Fotos, welches bis zur Schließung ihres Studios 1955 ihre Haupttätigkeit werden sollte.

## Fotografischer Stil
Innerhalb ihrer Arbeit in ihrem Studio in Reykjavik wurde Zoëga vor allem durch ihren eigenen Stil bekannt. So waren ihre Fotografien zwar von ihrer Arbeit mit Brynjólfsson und Sander beeinflusst, lösten sich jedoch vom in Island häufig genutzten Carte-de-Visite-Stil. Porträts fotografierte sie meist in ihrem Studio, indem sie ihre Modelle frontal vor einem schlichten, weißen Hintergrund unter natürlichem Tageslicht ablichtete. Hier finden sich vor allem die Einflüsse Sanders.

“She never used soft focus, close-up, or high contrast lighting for dramatic psychological impression. [...] Her look was never malicious, but sometimes slightly humorous. On the whole, she was more concerned about the importance of the pose and the space around the sitter than the emotional relationship between photographer and sitter.”

Besonders ihre Kinderportraits fanden positiven Anklang. Indem sie die Kinder beim Spielen ablichtete, wirkten ihre Fotografien natürlicher und zeigten die Kinder in einer entspannten Atmosphäre.
Insgesamt schuf sie so eine natürlichere, unprätentiöse Wirkung ihrer Fotos, welche innerhalb der neuen Stadtbevölkerung Gefallen fand. Zoëgas Stil passte zur gesellschaftlichen Suche nach etwas Neuem, dem Modernen.
Auch ihre isländischen Familienporträts repräsentierten den gesellschaftlichen Wunsch nach Neuem. Sie zeigten zwar die Einflüsse Brynjólfssons, die in ihrem allgemeinen Aufbau aus zwei bis drei Generationen mit der (Groß-)Mutter im Zentrum sichtbar wurden. Dennoch stand die nationale Kleidung der Frauen, entworfen im späten 19. Jahrhundert und inspiriert von isländischer Tracht, in der Symbolik einer neuen politischen Identität Islands.

## Einflüsse in Gesellschaft und Kunst
Im Rahmen ihrer Ausbildung in Deutschland wuchs Zoëgas Interesse an der Kunst, woraufhin sie nicht nur zur Betrachterin verschiedenster Werke wurde. Sie trat außerdem in einen regen Austausch mit verschiedensten Künstlern und teilte dieses Interesse auch nach ihrer Rückkehr nach Island. Hier war sie ein aktiver Teil der „lively discussions among young artists and intellectuals“ und wurde 1916 zur Mitbegründerin der „Friends of the Arts Society (Listvinafelagid)“. Innerhalb dieser Organisation hatte sie einen Platz im Komitee für Ausstellungen inne, und ihr Studio diente als Veranstaltungsort der Organisationstreffen.
Des Weiteren erlangte sie durch ihre Arbeit in ihrem Fotostudio einen angesehenen Ruf innerhalb der Gesellschaft in Reykjavik und wurde zur Fotografin der oberen Mittelschicht. Somit hatte sie Verbindung zu einigen der einflussreichsten Familien ihrer Zeit und bildete häufig das isländische Ideal des Familienhauses in ihren Fotografien ab. Im Juni 1918 fotografierte sie zudem das Komitee des „[Icelandic] Union Act“, welches von der dänischen Regierung erstellt wurde, um die weitere politische und ökonomische Beziehung zwischen Dänemark und Island zu entscheiden.

## Weitere Quellen
- Fotografien: National Museum of Iceland, Sigriður Zoëga.
- Gesammelte Werke: National Museum of Iceland, Sigriður Zoëga.